# 6376 Schamp
6376 Schamp è un asteroide della fascia principale. Scoperto nel 1987, presenta un'orbita caratterizzata da un semiasse maggiore pari a 2,5721610 UA e da un'eccentricità di 0,2579864, inclinata di 16,32244° rispetto all'eclittica.